# Гобо, Гаспар
Гаспар Гобо (фр. Gaspard Gobaut; 1814, Париж — 1882, Париж) — французский художник.

## Биография

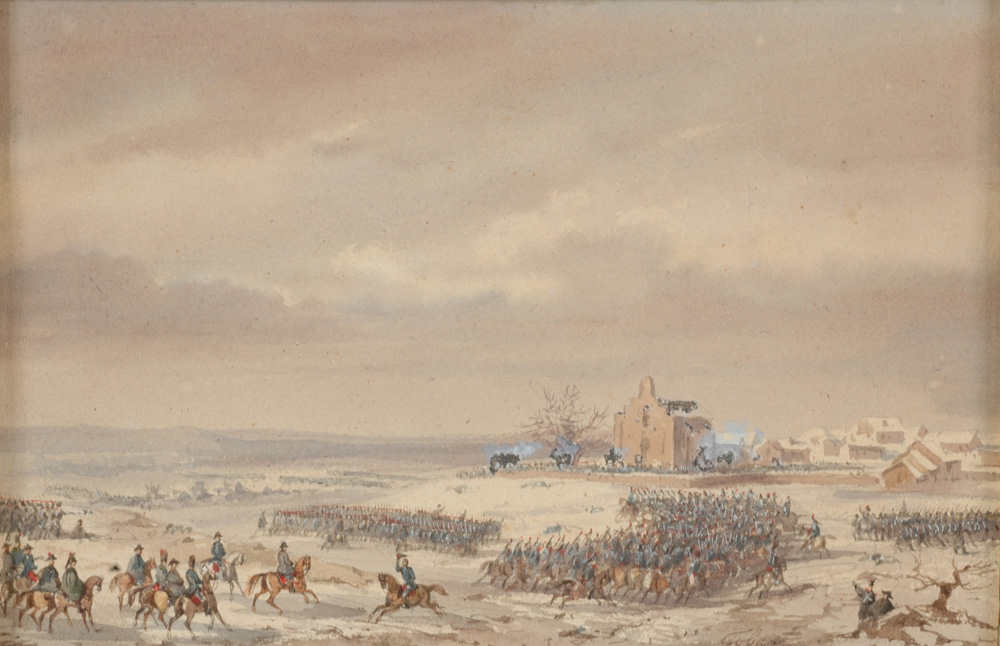
Битва под Илавой в Пруссии

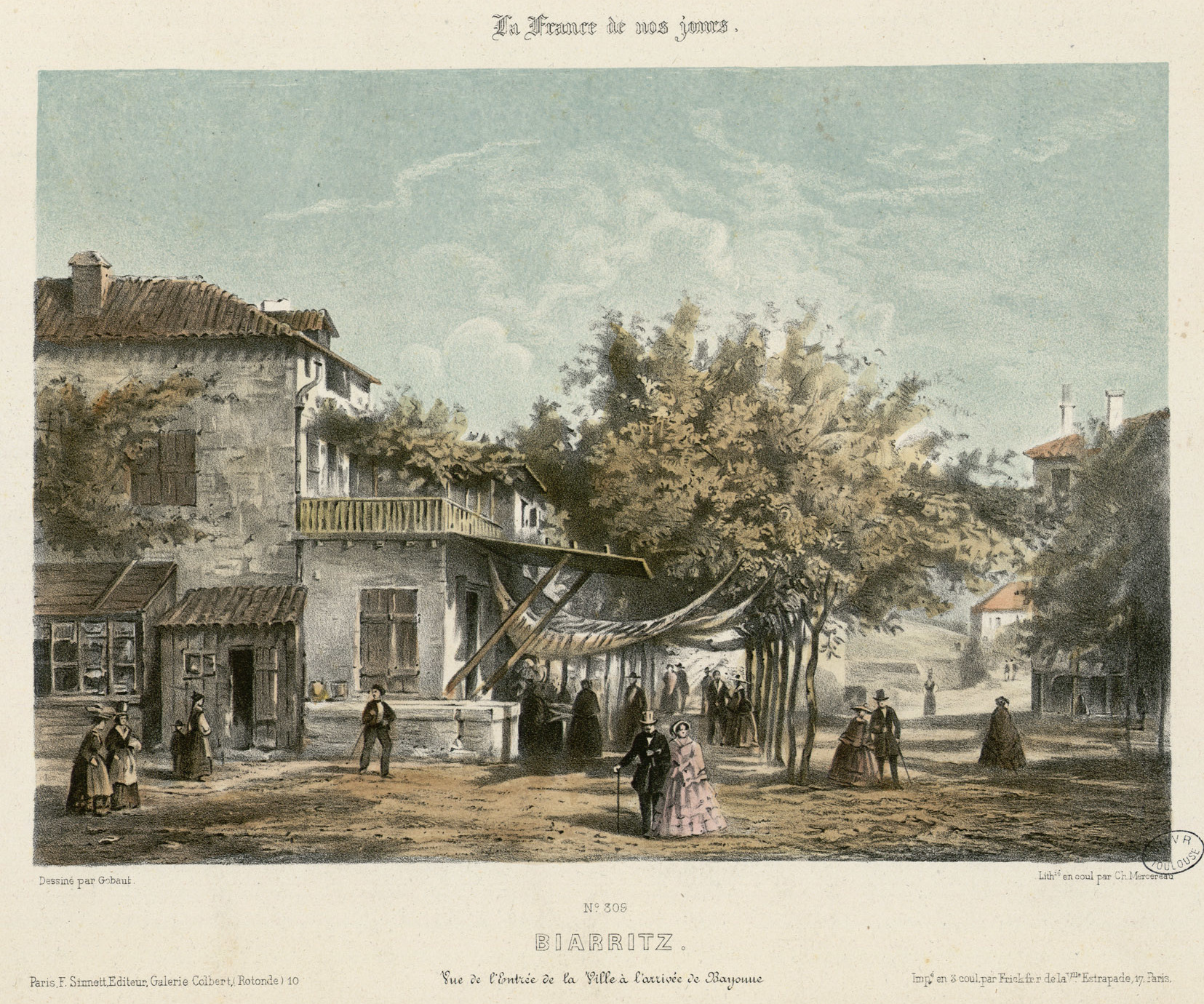
Биарриц

Учился живописи у Симеона Форта и Теодора Юнга. Начал свою карьеру в 1836 году как военный рисовальщик при Министерстве обороны, и продолжал работать в этом качестве на протяжении большей части своей жизни.
Работал в качестве помощника дизайнера-проектанта (занимался эскизами, рисунками, графикой). За короткое время сделал карьеру и стал первоклассным дизайнером.
В знак признания его заслуг в 1871 году награждён орденом Почётного легиона.

## Творчество

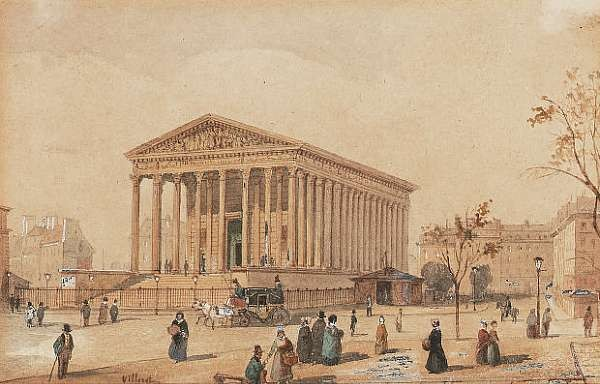

Гаспар Гобо — художник-баталист; создал много картин на темы Востока, очень популярных в XIX веке во Франции. Писал картины, полные лирически-зачаровывающих пейзажей и пустынь Алжира и Марокко. Художник использовал красивую палитру охристых оттенков коричневого.
Среди его акварелей были батальные сцены кампании французской армии в Северной Африке, виды Парижа, швейцарские горные виды и североафриканские пейзажи.
Между 1840 и 1878 годами выставлялся на ежегодных Салонах, экспонируя почти исключительно акварельные пейзажи. Завоевал бронзовую медаль на Салоне 1847 года.
Свои работы создавал, в основном, по заказам аристократии и богатых клиентов.
Сегодня картины Г. Гобо находятся в коллекции Версальского дворца, музее Карнавале в Париже, в музеях Понтуаза и Онфлера, также в коллекции герцога д’Омаль в Шантийи.